# Bagn
Bagn è un villaggio della Norvegia, situato nella municipalità di Sør-Aurdal, nella contea di Innlandet.